# Liste des lieux patrimoniaux du comté de Simcoe
Cet article recense les lieux patrimoniaux du comté de Simcoe inscrits au répertoire des lieux patrimoniaux du Canada, qu'ils soient de niveau provincial, fédéral ou municipal.

## Liste
- Haut – A
- B
- C
- D
- E
- F
- G
- H
- I
- J
- K
- L
- M
- N
- O
- P
- Q
- R
- S
- T
- U
- V
- W
- X
- Y
- Z

| [ 1 ] | Lieu patrimonial                                            | Illustration                                                | Municipalité               | Adresse                                     | Coordonnées      | No    | Constr. | Prot.                                    | Rec. | Notes |
| ----- | ----------------------------------------------------------- | ----------------------------------------------------------- | -------------------------- | ------------------------------------------- | ---------------- | ----- | ------- | ---------------------------------------- | ---- | ----- |
| P     | Allandale CNR Station                                       | Allandale CNR Station                                       | Barrie                     | 285, Bradford Street                        | 44.3724 -79.6889 | 8884  | 1890    | Ontario Heritage Foundation Easement     | 2000 | [ 3 ] |
| M     | Barrie Public Library                                       | Barrie Public Library                                       | Barrie                     | 37 Mulcaster Street                         | 44.39 -79.6853   | 1370  | 1915    | Municipal Heritage Designation (Part IV) | 1990 |       |
| F     | Gare ferroviaire Allandale de la Canadien National à Barrie | Gare ferroviaire Allandale de la Canadien National à Barrie | Barrie                     | 285 Bradford Street                         | 44.374 -79.688   | 6503  | 1905    | GFP                                      | 1990 | [ 4 ] |
| F     | Manège militaire de Barrie                                  | Manège militaire de Barrie                                  | Barrie                     | Park Street                                 | 44.3905 -79.6881 | 9580  | 1914    | ÉFP reconnu                              | 1997 |       |
| M     | Master Mechanic's Building                                  | Master Mechanic's Building                                  | Barrie                     | 205 Lakeshore Drive                         | 44.374 -79.6804  | 1331  | 1904    | Municipal Heritage Designation (Part IV) | 1991 |       |
| M     | Mulcaster Street Armoury                                    | Mulcaster Street Armoury                                    | Barrie                     | 36 Mulcaster Street                         | 44.39 -79.6855   | 1332  | 1889    | Municipal Heritage Designation (Part IV) | 1995 |       |
| F     | Fort Sainte-Marie-II                                        | Téléverser                                                  | Christian Island 30        |                                             | 44.8239 -80.1642 | 16002 | 1649    | LHN                                      | 1921 |       |
| F     | Claverleigh                                                 | Claverleigh                                                 | Clearview                  |                                             | 44.3167 -80.1    | 7597  | 1871    | LHN                                      | 1990 |       |
| M     | Collingwood Heritage Conservation District                  | Collingwood Heritage Conservation District                  | Collingwood                | Town of Collingwood                         | 44.492 -80.2061  | 1325  | 1910    | Heritage Conservation District (Part V)  | 2002 |       |
| F     | Édifice fédéral                                             | Édifice fédéral                                             | Collingwood                | 44 Hurontario Street                        | 44.4981 -80.2184 | 3405  | 1915    | ÉFP classé                               | 1983 |       |
| F     | Phare                                                       | Téléverser                                                  | Collingwood                |                                             | 44.538 -80.259   | 4145  | 1858    | ÉFP classé                               | 1999 |       |
| F     | Bâtiment A-74 (mess Maple)                                  | Bâtiment A-74 (mess Maple)                                  | Essa                       | 51 Maple Leaf Drive                         | 44.2678 -79.9066 | 9556  | 1940    | ÉFP reconnu                              | 1995 |       |
| F     | Bâtiment A-78                                               | Bâtiment A-78                                               | Essa                       |                                             | 44.2658 -79.9042 | 10523 | 1939    | ÉFP reconnu                              | 1995 |       |
| F     | Bâtiment E-108                                              | Bâtiment E-108                                              | Essa                       | 18 Waterloo Road                            | 44.2864 -79.8897 | 11497 | 1943    | ÉFP reconnu                              | 1995 |       |
| F     | Bâtiment O-102                                              | Bâtiment O-102                                              | Essa                       | BFC Borden                                  | 44.2794 -79.8922 | 10880 | 1940    | ÉFP reconnu                              | 1995 |       |
| F     | Bâtiment S-136                                              | Bâtiment S-136                                              | Essa                       | BFC Borden                                  | 44.2921 -79.8975 | 10879 | 1952    | ÉFP reconnu                              | 1995 |       |
| F     | Édifice O-109 (quartiers des sous-officiers)                | Téléverser                                                  | Essa                       |                                             | 44.173 -79.534   | 9600  | 1952    | ÉFP reconnu                              | 1995 |       |
| F     | Édifice P-148 (école)                                       | Édifice P-148 (école)                                       | Essa                       |                                             | 44.1708 -79.5259 | 9589  | 1952    | ÉFP reconnu                              | 1995 |       |
| F     | Hangar 10 au secteur des hangars                            | Téléverser                                                  | Essa                       | Hangar Road, BFC Borden                     | 44.2739 -79.8912 | 16488 | 1917    | ÉFP classé                               | 1988 |       |
| F     | Hangar 11 au secteur des hangars                            | Hangar 11 au secteur des hangars                            | Essa                       | Hangar Road, BFC Borden                     | 44.2681 -79.9133 | 16489 | 1917    | ÉFP classé                               | 1988 |       |
| F     | Hangar 12 au secteur des hangars                            | Téléverser                                                  | Essa                       | Hangar Road, BFC Borden                     | 44.2739 -79.8912 | 16484 | 1917    | ÉFP classé                               | 1988 |       |
| F     | Hangar 13 au secteur des hangars                            | Téléverser                                                  | Essa                       | Hangar Road, BFC Borden                     | 44.2739 -79.8912 | 16490 | 1917    | ÉFP classé                               | 1988 |       |
| F     | Hangar 3 au secteur des hangars                             | Téléverser                                                  | Essa                       | Hangar Road, BFC Borden                     | 44.2681 -79.9133 | 16485 | 1917    | ÉFP classé                               | 1988 |       |
| F     | Hangar 5 au secteur des hangars                             | Téléverser                                                  | Essa                       | Hangar Road, BFC Borden                     | 44.2695 -79.9402 | 16486 | 1917    | ÉFP classé                               | 1988 |       |
| F     | Hangar 6 au secteur des hangars                             | Téléverser                                                  | Essa                       | Hangar Road, BFC Borden                     | 44.2739 -79.8912 | 16483 | 1917    | ÉFP classé                               | 1988 |       |
| F     | Hangar 7 au secteur des hangars                             | Hangar 7 au secteur des hangars                             | Essa                       | Hangar Road, BFC Borden                     | 44.2681 -79.9133 | 16487 | 1917    | ÉFP classé                               | 1988 |       |
| F     | Hangars du Corps royal d'aviation                           | Téléverser                                                  | Essa                       |                                             | 44.2667 -79.8833 | 7839  | 1917    | LHN                                      | 1989 |       |
| F     | Quartiers pour caporaux et soldats (bâtiment T-114)         | Téléverser                                                  | Essa                       |                                             | 44.2797 -79.9005 | 10147 | 1952    | ÉFP reconnu                              | 1995 |       |
| F     | Quartiers pour caporaux et soldats (bâtiment T-115)         | Téléverser                                                  | Essa                       |                                             | 44.281 -79.8996  | 10148 | 1952    | ÉFP reconnu                              | 1995 |       |
| F     | Pavillon Croil (Bâtiment A142)                              | Pavillon Croil (Bâtiment A142)                              | Essa                       | BFC Borden                                  | 44.2739 -79.8912 | 9477  | 1951    | ÉFP reconnu                              | 2003 |       |
| F     | Poste de Sainte-Marie au Pays des Hurons                    | Poste de Sainte-Marie au Pays des Hurons                    | Midland                    | Highway 12                                  | 44.734 -79.8404  | 12088 |         | LHN                                      | 1988 |       |
| F     | Gare du Canadien National                                   | Gare du Canadien National                                   | Orillia                    | 170 Front Street S.                         | 44.606 -79.411   | 6908  | 1917    | GFP                                      | 1993 |       |
| M     | Gribbin (McMaster) Building                                 | Téléverser                                                  | Orillia                    | 45 Mississaga Street East                   | 44.6087 -79.4186 | 1323  | 1874    | Municipal Heritage Designation (Part IV) | 2003 |       |
| M     | Kean's Block                                                | Kean's Block                                                | Orillia                    | 19-27 Mississaga Street East                | 44.6085 -79.419  | 1324  | 1873    | Municipal Heritage Designation (Part IV) | 2003 |       |
| F     | Musée Stephen Leacock / Old Brewery Bay                     | Musée Stephen Leacock / Old Brewery Bay                     | Orillia                    | 50 Museum Drive                             | 44.6084 -79.3939 | 14362 | 1928    | LHN                                      | 1992 |       |
| P     | Stephen Leacock House                                       | Stephen Leacock House                                       | Orillia                    | 50, Museum Drive, Orillia                   | 44.6082 -79.3938 | 10582 | 1928    | Ontario Heritage Foundation Easement     | 1983 |       |
| F     | Voie navigable Trent-Severn                                 | Voie navigable Trent-Severn                                 | Orillia Ramara (en) Severn |                                             | 44.5362 -78.7376 | 4507  | 1920    | LHN                                      | 1929 | [ 5 ] |
| F     | Église African Methodist Episcopal d'Oro                    | Église African Methodist Episcopal d'Oro                    | Oro-Medonte (en)           | intersection of the Oro Sideroads 10 and 11 | 44.5027 -79.6364 | 12100 | 1849    | LHN                                      | 2000 |       |
| P     | St. James-on-the-Lines Anglican Church                      | Téléverser                                                  | Penetanguishene            | 215, Church Street                          | 44.7871 -79.9261 | 10578 | 1840    | Ontario Heritage Foundation Easement     | 1981 |       |
| F     | Barrages de pêche Mnjikaning                                | Barrages de pêche Mnjikaning                                | Ramara (en)                |                                             | 44.6042 -79.3696 | 9679  |         | LHN                                      | 1982 |       |
| F     | Phare et résidence combinés de l'île Strawberry             | Téléverser                                                  | Ramara (en)                | Île Strawberry                              | 45.9735 -81.8542 | 12914 | 1881    | ÉFP reconnu                              | 2006 |       |
| F     | Glengarry Landing                                           | Glengarry Landing                                           | Springwater (en)           | Highway 26                                  | 44.4509 -79.9012 | 15768 |         | LHN                                      | 1923 |       |
| F     | Mission Saint-Louis                                         | Téléverser                                                  | Tay                        |                                             | 44.7285 -79.7818 | 14403 |         | LHN                                      | 1920 |       |
| F     | Mission Saint-Ignace-II                                     | Mission Saint-Ignace-II                                     | Tay                        |                                             | 44.7232 -79.7183 | 14461 |         | LHN                                      | 1955 |       |
| F     | Phare                                                       | Téléverser                                                  | Tiny                       |                                             | 44.9157 -80.1645 | 9658  | 1859    | ÉFP reconnu                              | 1991 |       |
| F     | Phare d'alignement antérieur de Brébeuf Island              | Téléverser                                                  | Tiny                       | Île Brébeuf                                 | 44.8939 -80.0125 | 16761 | 1878    | ÉFP reconnu                              | 2007 |       |
| F     | Sites Ossossane                                             | Téléverser                                                  | Tiny                       | Route 6                                     | 44.7507 -80.005  | 19551 |         | LHN                                      | 1982 |       |